# Yi'an
Yi'an (en chino, 依安; pinyin, Yī'ān) es un condado  bajo la administración directa de la Prefectura Qiqihar en la Provincia de Heilongjiang, República Popular China.  Su área es de 3676 km² y su población total para 2010 superó los 500 mil habitantes. 

## Administración
Desde julio de 2020, el  Condado Yi'an se divide en 15 pueblos que se administran en 6 poblados y 9  villas.